# Man Parrish
Man Parrish (de nombre completo Manuel Joseph Parrish, nacido el 6 de mayo de 1958) está considerado como uno de los pioneros de la música electrónica, especialmente del género electro. Junto a otros músicos como Kraftwerk, Art of Noise, Arthur Baker, Afrika Bambaataa, John Robie, Jellybean Benitez y Aldo Marin contribuyó a crear y definir el sonido del electro a comienzos de los años 1980 y su trabajo contribuyó a sentar las bases de otros géneros como el hip hop o el freestyle. Durante los años 1980 y 1990 fue un icono de la escena musical underground y está considerado como una de las figuras más importantes e influyentes de la música electrónica de baile estadounidense.

## Colaboraciones
Parrish ha colaborado con
- Michael Jackson
- Boy George
- Gloria Gaynor
- Man 2 Man
- Village People
- Crystal Waters
- Klaus Nomi
- Brian Eno
- Raúl Rodríguez
- Afrika Bambaataa
- John Robie
- Cherry Vanilla
- MROZINSKI

## Discografía

### Álbumes seleccionados
- Best Of Man Parrish, CD (Hot Records)
- DreamTime, CD (Hot Records)
- If You Think You’re Nasty, CD (Man Made Records / Hot Associated)
- Man Parrish 2nd Album, CD (Man Made Records/Hot Associated)
- Man Parrish, LP (Importe/12 Records) (Originally recorded for Elektra Records)
- The Best of Man Parrish, CD (Ram's Horn Records)

### Singles seleccionados
- Boogie Down (Bronx), 12" (Rams Horn Records)
- Boogie Down, 12" (Polydor LTD. (UK))
- Brown Sugar 12" (Select Records)
- Heatstroke / Hip Hop Be Bop (Don't Stop), 12" (Rams Horn Records)
- Hey There Home Boys 12" (Sugarscoop Records)
- Hip Hop Be Bop (Don't Stop) / Boogie Down (Bronx), 12" (Old Gold Records Ltd.)
- I Need A Man, 12" (ZYX)
- Just Want To Be 12" (Sugarscoop Records)
- Male Stripper/All Men Are Beasts, 12" (Recca Records)
- Man Made, 12" (Importe/12 Records)
- Motor Bike 12" (Throb Records)
- One Look Was Enough 12" (Dice Records)
- Six Simple Synthesizers, 12" (Rams Horn Records)
- Smooth 12" with Freddy Fresh (Obsessive)
- Who Me 12" (Select Records)

### Remixes / Producciones
- Paul Parker "One Look" (Man Parrish Mix), 12" (Dice Records)
- Michael Jackson "Speed Demon" (Remix) Sony/Epic
- Village People "YMCA" (Man Parrish Live Show Remix)
- Village People "Macho Man" (Man Parrish Live Show Remix)
- Village People "In The Navy" (Man Parrish Live Show Remix)
- Village People "San Francisco" (Man Parrish Live Show Remix)
- Village People "Trash Disko" (Man Parrish Live Show Remix)
- Two Sisters "High Noon" (Sugarscoop Records)
- Two Sister "B-Boys Beware" (Sugarscoop Records)
- Rama "Don't Want you to Be" (Sugarscoop Records)
- John Sex "Rock Your Body" (Dream Records)
- Boy George & Marilyn "Spirit In The Sky" (Man Parrish Live Show Remix)
- Company B "Fascinated" Remix (Hot Productions)
- Gloria Gaynor " I Am What I Am" Original Version (S. Blue Records)
- Donna Destri "Rebel Rebel" (Main Man Records)

### Apariciones / Colaboraciones
- Hip Hop Be Bop (Don't Stop) on DJ-Kicks, CD (Studio !K7)
- Boogie Down Bronx on MASK 500, 12" (SKAM)
- Manmade on Mixed Up In The Hague Vol. 1, CD (Panamá)
- Hip Hop, Be Bop (Don't Stop) on Street Sounds Electro Crucial, LP (Street Sounds)
- Motorbike on Window Shopping In The Mirror, 12" (Throbdisk)
- Smooth on Freddy Fresh Presents AbstractFunkTheory, 3x12" (Obsessive)
- Boogie Down Bronx on Viva Hacienda - Fifteen Years Of Hacienda Nights, 3xCD (Deconstruction)
- Smooth on Freddy Fresh Presents: AbstractFunkTheory Sampler, 12" (Obsessive)
- Hip Hop Be-Bop on The Perfect Beats Volume 2, CD (Timber! Records)
- Hip Hop Be Bop (Don't Stop) on Deep Beats - Essential Electro Dancefloor Classics 1, CD (Castle Communications)
- Boogie Down (Bronx) on Deep Beats - Essential Electro Dancefloor Classics 1, CD (Castle Communications)
- Male Stripper (U.S. Original Mix) on Male Stripper, 12" (Ariola)
- Male Stripper (UK Love Mix) on Male Stripper, 12" (Ariola)
- Boogie Down Bronx on Urban Theory Presents Electro Science Mixed By The Freestylers, 2xCD (Urban Theory)
- Hard Hop Reebop on Increase The Beats Volume 1, CD (Thrive Records)
- Hip Hop Be Bop (Don't Stop) on Street Sounds, New York vs L.A. Beats, LP (Street Sounds)
- Heatstroke on Kranke Musique Ist Schn, LP (Kranke Musique)
- Smooth on Abstract Funk Theory, CD (Obsessive)
- In The Bottle on Abstract Funk Theory, CD (Obsessive)
- Hip Hop, Be Bop (Don't Stop) (Original 12" Mix) on Classic Electro - Definitive Electro Mastercuts Volume 1, CD (Mastercuts)
- After The Fall on Simple Man, LP (RCA)
- Icurok on Simple Man, LP (RCA)
- Rubberband Lazer on Simple Man, LP (RCA)
- Ding Dong on Simple Man, LP (RCA)
- Simple Man on Simple Man, LP (RCA)
- Hip Hop, Be Bop (Don't Stop) (Original 12" Mix) on Classic Electro - Definitive Electro Mastercuts Volume 1, 2x12" (Mastercuts)
- Hip Hop Be Bop (Don't Stop) on Essential Electro, 9x12" (Street Sounds)
- Hip Hop Be Bop on Best Of Electro Volume 1, CD (Street Sounds)
- Boogie Down Bronx on Can't You See / Boogie Down Bronx, 7" (Howlin' Records)
- Doin' It (Hot Single Mix) on Doin' It, 12" (Dice Records)
- Hip Hop Be Bob (Don't Stop) / Sucker DJ (Suckapella) on The Wild Bunch, CD (Strut)
- Man Made on Kranke Musique Ist Schn, LP (Kranke Musique)
- Try My Love (Club Mix) on Try My Love, 12" (Recca Records)
- Hip Hop Be-Bop on The Perfect Beats Volume 2, 3x12" (Timber! Records)
- Hip Hop, Be Bop on Hot Disco Takes 2, 12" (Rams Horn Records)
- Le Freak (Extended Version) on Le Freak / Try, 12" (QMI Records)
- Boogie Down (Bronx) on Boogie Down / Destiny, 12" (Unidisc)
- Boogie Down (Dub) on Boogie Down / Destiny, 12" (Unidisc)
- Do Ya Wanna Funk on Do Ya Wanna Funk, 12" (Recca Records)
- Do Ya Wanna Dub on Do Ya Wanna Funk, 12" (Recca Records)
- Radio Funk on Do Ya Wanna Funk, 12" (Recca Records)
- I Need A Man (New York Remix) on N.Y.E.P, 12" (Recca Records)
- The Lonliest Man In The World on N.Y.E.P, 12" (Recca Records)
- Love Me Like A Locomotive (Man-Hattan Express Mix) on N.Y.E.P, 12" (Recca Records)
- I Need A Man (Original Mix) on N.Y.E.P, 12" (Recca Records)
- Hip Hop, Be Bop (Don't Stop) on 80's Dance Party: Volume One, CD (SPG Music Productions Ltd.)
- Hip Hop Be Bop on Best Of Electro Volume 1, 2x12" (Street Sounds)
- Hard Hop Re Bop (Hard Hop Mix) on SoundShock Vol. 1, The Funky Breaks Edition, CD (StreetBeat Records)
- Male Stripper (Out Of The Ordinary Techno Mix) on Male Stripper / Action!, 12" (ZYX)
- Action! (Dance Floor Action!) on Male Stripper / Action!, 12" (ZYX)
- Energy Is Eurobeat (UK Mix) on Energy Is Eurobeat, 12" (Bolts Records)
- I Need A Man on Energy Is Eurobeat, 12" (Bolts Records)
- Male Stripper (On The House Mix) on Energy Is Eurobeat, 12" (Bolts Records)